# Hallet Valley
Das Hallet Valley ist ein Tal im ostantarktischen Viktorialand. In der westlichen Asgard Range liegt es zwischen dem Medley Ridge und dem Vortex Col.
Das Advisory Committee on Antarctic Names benannte das Tal im Jahr 2004 nach dem US-amerikanischen Geophysiker Bernard Hallet von der University of Washington, der zwischen 1995 und 2002 im Rahmen des United States Antarctic Program Untersuchungen zur Oberflächenstabilität in den Antarktischen Trockentälern durchgeführt hatte.